# Pałac w Galinach
Pałac w Galinach (Pałac rodu von Eulenburg) (niem. Schloss Gallingen) – zespół pałacowy wraz z zespołem parkowym i licznymi zabudowaniami gospodarczymi znajdujący się we wsi Galiny w gminie Bartoszyce w województwie warmińsko-mazurskim. Pałac wybudowany w 1589 w stylu renesansowym dla barona Botho zu Eulenburga, jako siedziba pruskiego rodu szlacheckiego von Eulenburg.

## Położenie
Pałac położony jest we wsi Galiny około 10 km na południe od Bartoszyc nieopodal drogi krajowej nr 57 na odcinku Bartoszyce (Plęsy)-Biskupiec. Zespół pałacowy umiejscowiony jest na obrzeżach wsi przy lokalnej drodze. 

## Historia

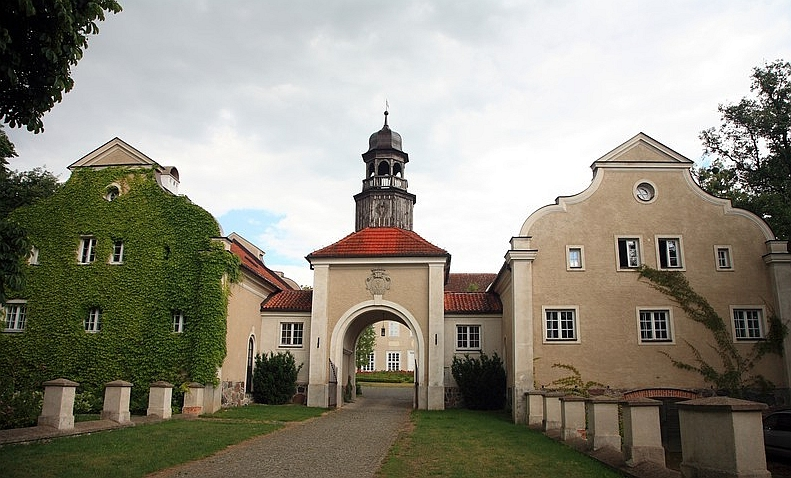
Główny kompleks budynków pałacowych

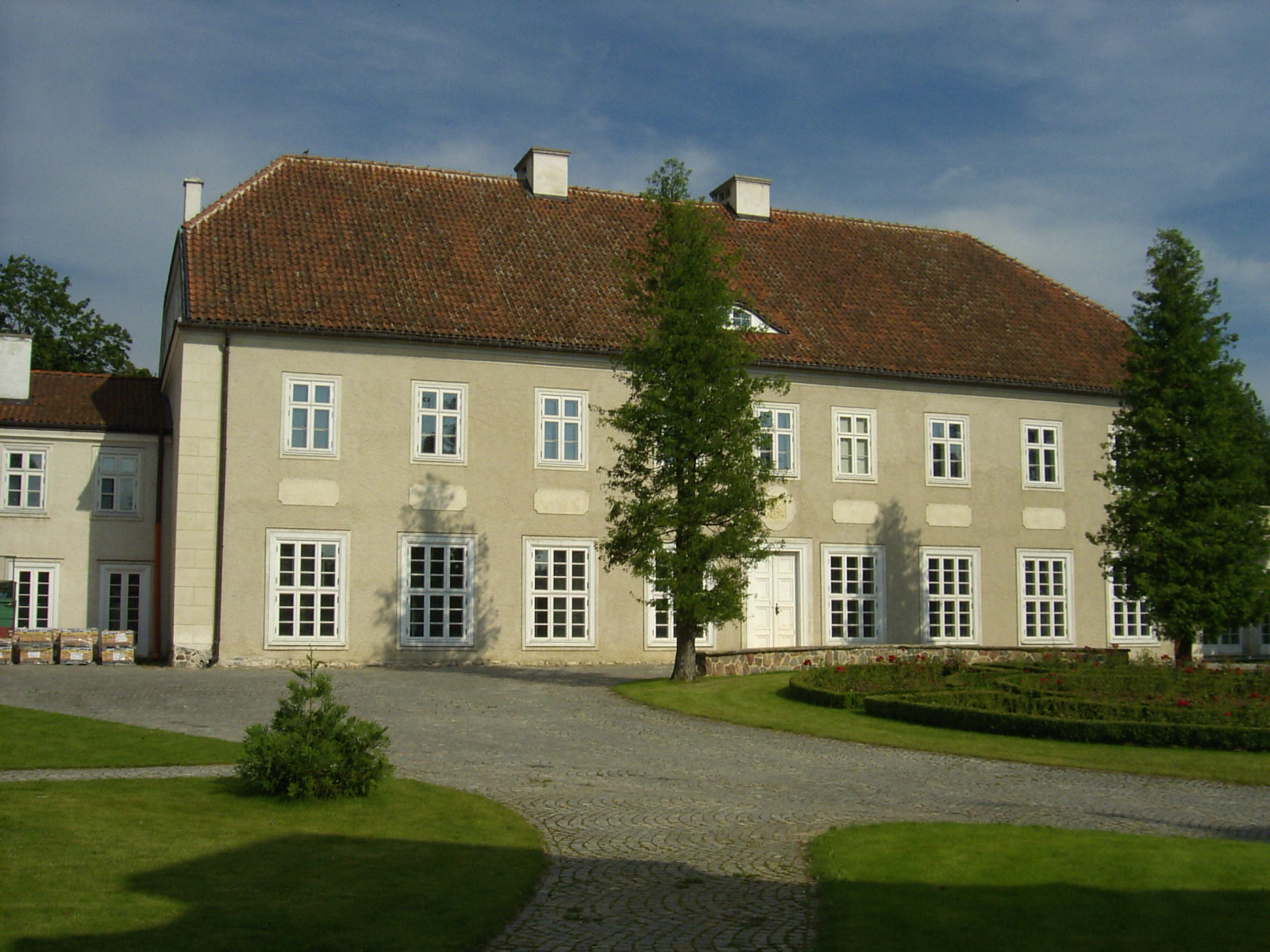
Pałac główny i dziedziniec

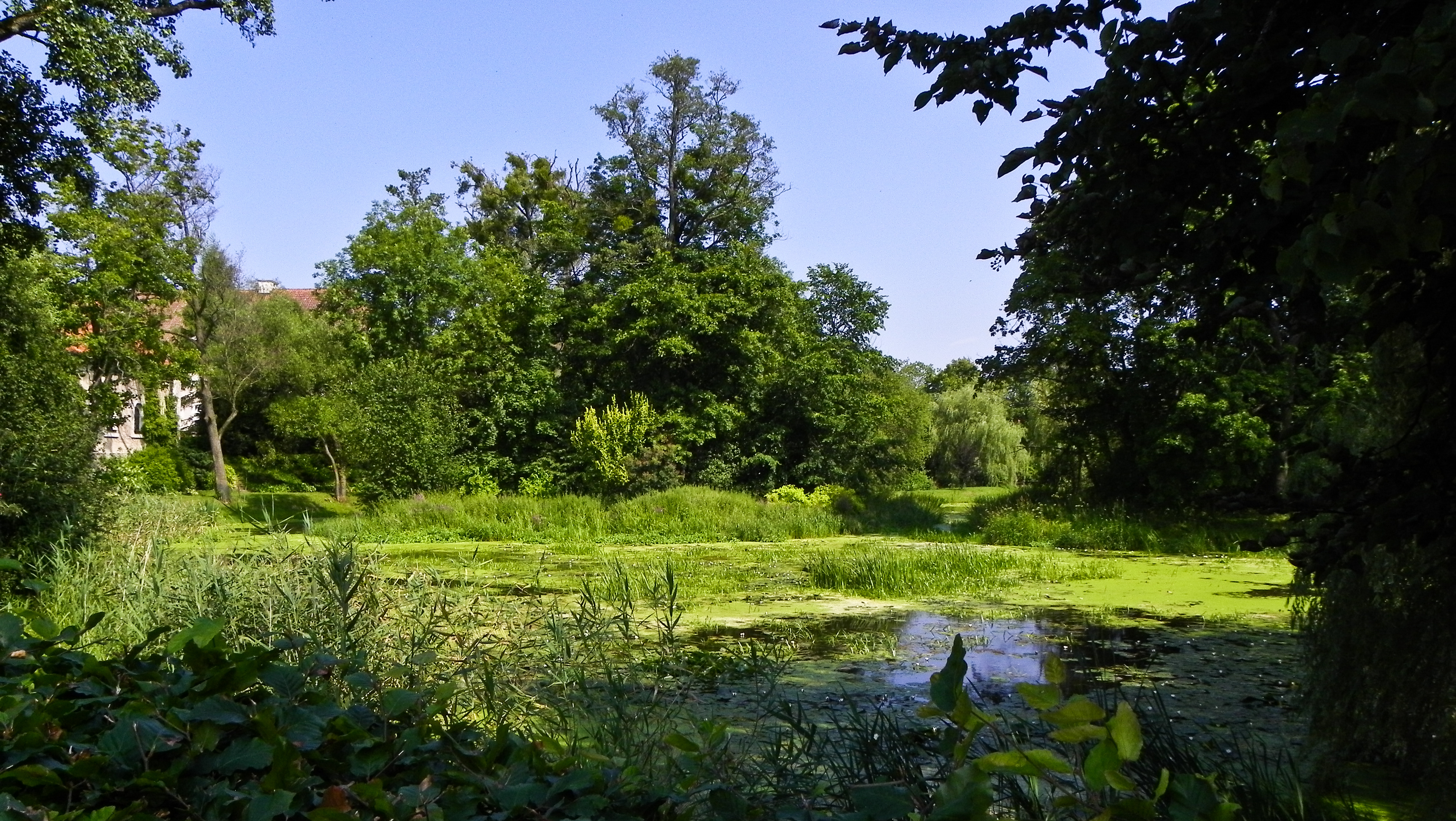
Zabytkowy park

Historia wsi sięga średniowiecza, kiedy to pojawia się pierwsza wzmianka o Galinach w 1336 roku. Następnie źródła podają, iż w 1486 Wielki Mistrz Zakonu Krzyżackiego Heinrich Reuss von Plauen, nadał tereny Galindii, za zasługi wojenne, pochodzącemu z Saksonii, rycerzowi Wend Illeburgowi.
Dało to początek osiedlenia się jednego z największych i najpotężniejszych rodów szlacheckich na tych terytoriach – von Eulenburg, który już w II połowie XV wieku wzniósł pierwszą swoją siedzibę w majoracie w Galinach. Była to drewniana warownia, stojąca na kamienno-ceglanej podmurówce, którą wraz z dziedzińcem otaczała również drewniana zabudowa. Jej nieliczne fragmenty, widoczne są w narożniku kompleksu pałacowego, który w 1589 wzniesiono dla przedstawiciela rodu Botho zu Eulenburga (1549–1629). Usytuowany na niewielkim wzniesieniu pałac miał charakter obronny, a dodatkowo otoczony był fosą, do której woda dostarczana była z pobliskiej rzeki Pisy i do którego jedyne dojście wiodło przez zwodzony most. Wiadomo także, iż niegdyś pod korytem rzeki, do pobliskiego kościoła, prowadził tunel ewakuacyjny z którego wyjście znajdowało się pod ołtarzem. 
W 1745 roku do majątku, tuż przed bramą wjazdową do pałacu, dobudowano spichlerz o konstrukcji szachulcowej. Nieco później, również w połowie XVIII wieku dobudowano także budynki o przeznaczeniu gospodarczym: stajnię, wozownię oraz bramę wjazdową. Wiek później, wszystkie te budynki, wraz z dwoma wieżami po północnej stronie pałacu, zostały przebudowane w stylu neogotyckim. W tym samym czasie zlikwidowano otaczającą zespół fosę, a poziom rzeki obniżono. 
W 1709 roku ród szlachecki von Eulenburg, w uznaniu za swoje zasługi, został uhonorowany tytułem baronów, a w 1786 tytułem hrabiów. Jednym z najbardziej znanych przedstawicieli rodu był wywodzący się z Galin Gottfried Heinrich zu Eulenburg, który po osobistej tragedii – śmierci żony i dziecka, przeszedł na katolicyzm, został kanonikiem warmińskim i ufundował kaplice we Fromborku i Wozławkach. W samych Galinach natomiast, w średniowiecznym kościele, który pozostawał pod patronatem Eulenburgów i gdzie znajdują się płyty nagrobne członków rodu, ufundował bibliotekę.
W XIX wieku w majątku założono park, którego inicjatorką była żona ówczesnego właściciela obiektu, Botho Ernsta zu Eulenburga, Malwina Hermina Ewelina Fryderyka zu Dohna z Gładysz. Był to park krajobrazowy w stylu angielskim o powierzchni 4 ha. Wykorzystywał rzeźbę terenu jak i piętrzącą się wodę na przepływającej przez majątek rzece. Przez park, od strony bramy północnej, wiodła kręta ścieżka. Znajdował się w nim także dom ogrodnika. Po 1945 założenie parkowe pozostawało zaniedbane i straciło swoje walory. Obecnie przy pomocy architektów krajobrazu jest częściowo zrekonstruowane. 
W tym samym wieku na potrzeby prowadzonego przez ród Eulenburgów gospodarstwa rolnego wzniesiono zabudowania folwarczne. Usytuowano je po południowo-zachodniej stronie głównych założeń pałacowych. Wzniesiono wtedy m.in. kuźnię oraz w 1899 roku budynek z wieżą i zegarem.
Na przełomie XIX i XX wieku majątek Eulenburgów obejmował terytorium 1260 ha i należał do największych posiadłości Prus Wschodnich. W 1921, z polecenia przedstawiciela rodu Botho-Wend zu Eulenburga, pałac przeszedł gruntowną przebudowę. Najął on architekta, śląskiego hrabię Hochberga, który dzięki usunięciu neogotyckich zdobień bramy, wozowni, stajni oraz wież przebudował pałac według pierwotnego wzoru i nadał pałacowi obecny wygląd. 
W początkach 1945 roku, podczas ofensywy pałac zajęła armia radziecka. Majątek i wnętrza splądrowano, wyrzucono przed pałac wiele dzieł sztuki i części wyposażenia które później spalono. Właścicielem pałacu został jego bratanek Udo Graf zu Eulenburg, jednakże po tygodniu budowlę przejęły polskie władze. Nie zniszczono jednak głównych założeń pałacowych. Aresztowano natomiast hrabię Botho Wend zu Eulenburga, który zmarł podczas wywózki na Sybir. 
Po wojnie zespół pałacowy wykorzystywano jako obiekt kolonijny. Następnie majątek przejął Skarb Państwa i pałac wraz z całym kompleksem niewykorzystywane i nieremontowane popadały w ruinę. Całkowicie zdewastowany zespół pałacowy kupili w 1995 roku prywatni właściciele. Przez kilka lat przeprowadzili oni gruntowne prace renowacyjno-konserwatorskie na terenie całego obiektu. Renowacji poddano niemal każdy element majątku jak fundamenty, dachy, stropy czy tynki, wymieniono także liczne instalacje techniczne. Wciąż trwają prace konserwatorskie nad renowacją głównego pałacowego budynku, między innymi nad adaptacją piwnic. 
Aktualnie w pałacu znajduje się kompleks hotelowy wraz z dwupoziomową gospodą oraz stadnina koni. Odbywają się tam zarówno konferencje, szkolenia jak i imprezy okolicznościowe. Całość jest utrzymana w stanie pełnej używalności. Może o tym świadczyć złoty medal Ministra Kultury i Dziedzictwa Narodowego za najlepiej przeprowadzoną rewaloryzację w IV konkursie na najlepsze prace z zakresu ochrony zabytkowych założeń ogrodowych.

## Architektura

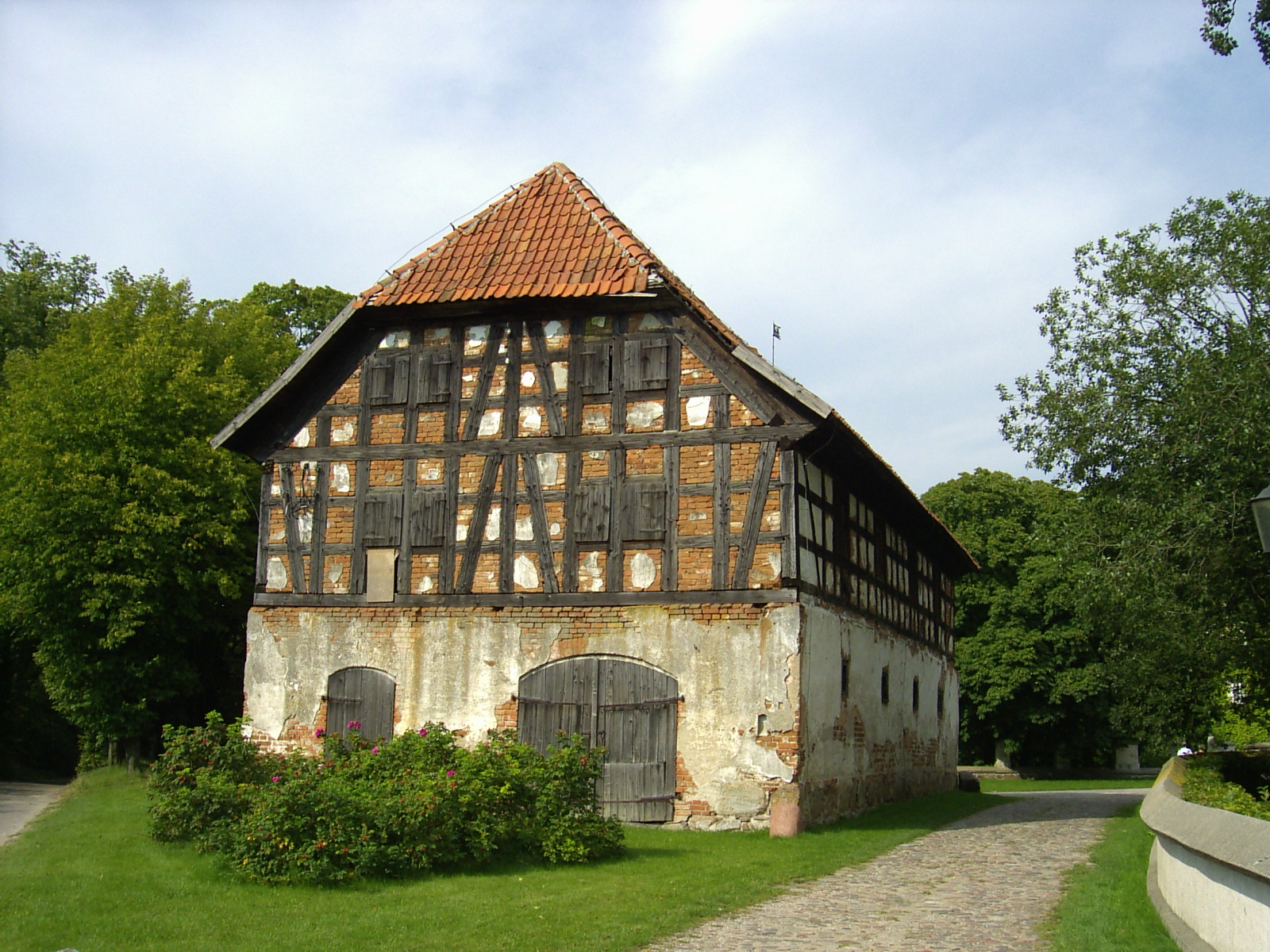
Spichlerz o konstrukcji szachulcowej z 1745

Majątek Galiny składa się obecnie z kilku zabytkowych części: zespołu pałacowego wraz z głównym pałacem i budynkami gospodarczymi, w których dzisiaj, w większości, mieści się dzisiaj pensjonat i pomieszczenia mieszkalne właścicieli oraz budynków folwarcznych wraz ze starymi stajniami, w których mieści się stadnina koni oraz pomieszczenia na potrzeby 200 ha gospodarstwa. 
Sam pałac główny znajduje się we wzniesionym w stylu renesansowym kompleksie siedmiu połączonych ze sobą i otaczających główny dziedziniec budynków. Poza pałacem tworzą go jeszcze brama wjazdowa z wieżą zegarową, wozownia, stajnia, oficyna pałacowa, oranżeria i narożny budynek przypałacowy z basztami. Całość została założona na planie podobnym do litery U, z pałacem głównym jako podstawą. W późniejszym czasie założenie części wschodniego skrzydła zostały zniszczone, co zachwiało pierwotnym założeniem U. Na dziedziniec prowadzi brukowana droga wiodąca przez bramę wjazdową z zegarem, wieżyczką oraz kartuszem herbowym Eulenburgów. Podjazd na głównym dziedzińcu tworzy okrąg a jego centralną część wypełniają róże.
Korpus budynku pałacu głównego, najstarsza część majątku, założony jest na planie prostokąta i składa się z dwóch kondygnacji i poddasza. Obecny wygląd pałacu został mu nadany podczas rekonstrukcji w roku 1921. Śląski hrabia architekt Hochberg usunął dodane wiek wcześniej neogotyckie elementy z pałacu i części otaczających go zabudowań, co przywróciło pałacowi jego pierwotny, również dzisiejszy, renesansowy wygląd i charakter. Wiadomo także, iż w jednej z sal pałacu znajduje się portret członkini rodu ciotki Ellie, który jako jedyny ocalał z bogatego przedwojennego zbioru dzieł sztuki. Zachowały się natomiast elementy dawnego wyposażenia wnętrz jak klatka schodowa, piece czy stara szafa wnękowa.
Wnętrza budynków bramnych – dawnej wozowni i stajni – zostały, z zachowaniem dawnego historycznego i pierwotnego stylu, w pełni odrestaurowane. Zachowały się tam późnogotyckie sklepienia. Natomiast znajdująca się obok wozowni oranżeria posiada własne, oddzielne wejście na dziedziniec. 
W majątku znajduje się również stary spichlerz. Dobudowany w 1745 roku tuż przed bramą wjazdową go głównego kompleksu pałacowego. Założony jest na planie prostokąta o czterospadowym dachu i dwóch kondygnacjach. Wzniesiony techniką szachulcową o bardzo widocznych belkach, typowych dla konstrukcji tzw. muru pruskiego.

## Biblioteka

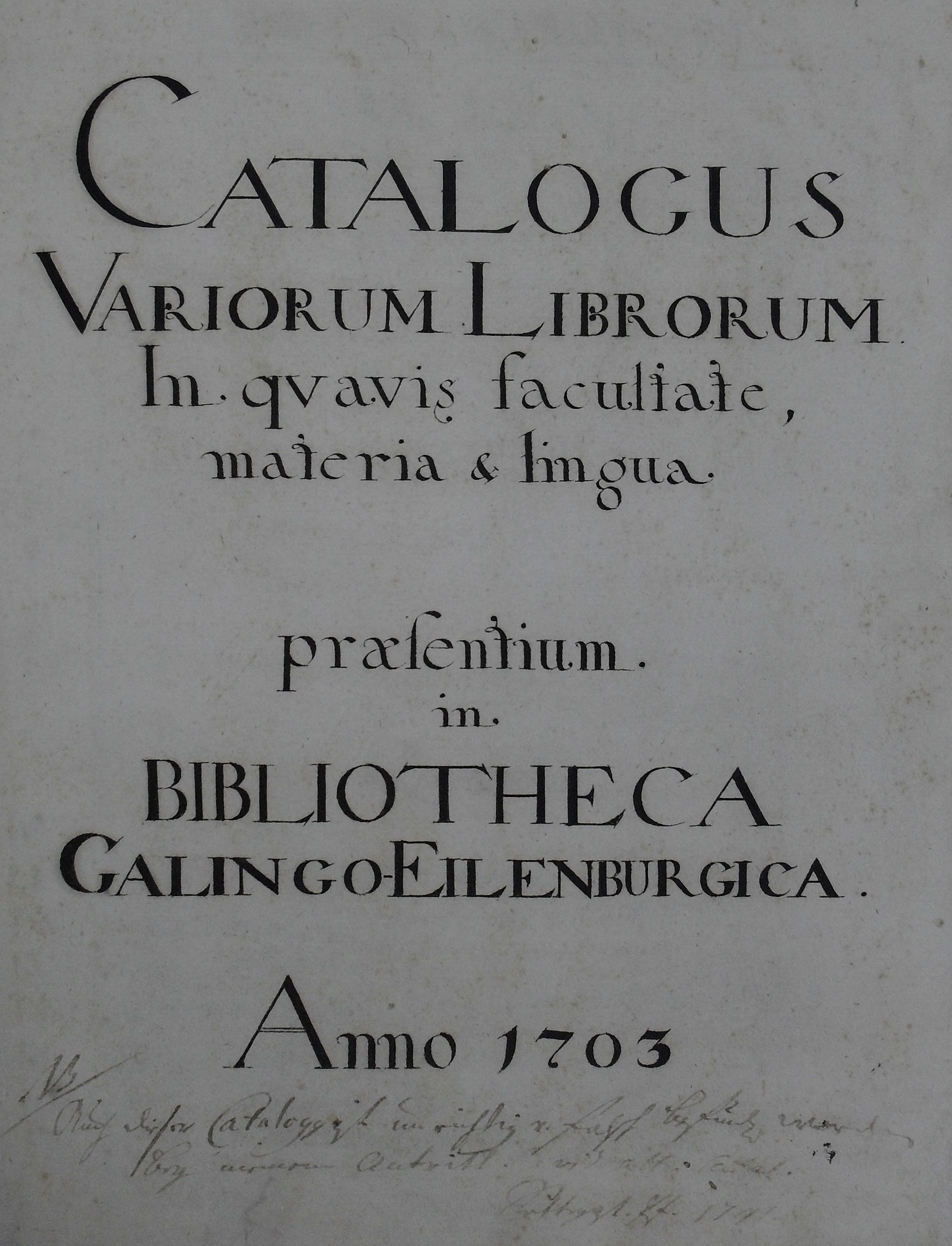
Karta tytułowa katalogu biblioteki rodziny Eulenburg z 1703 roku.

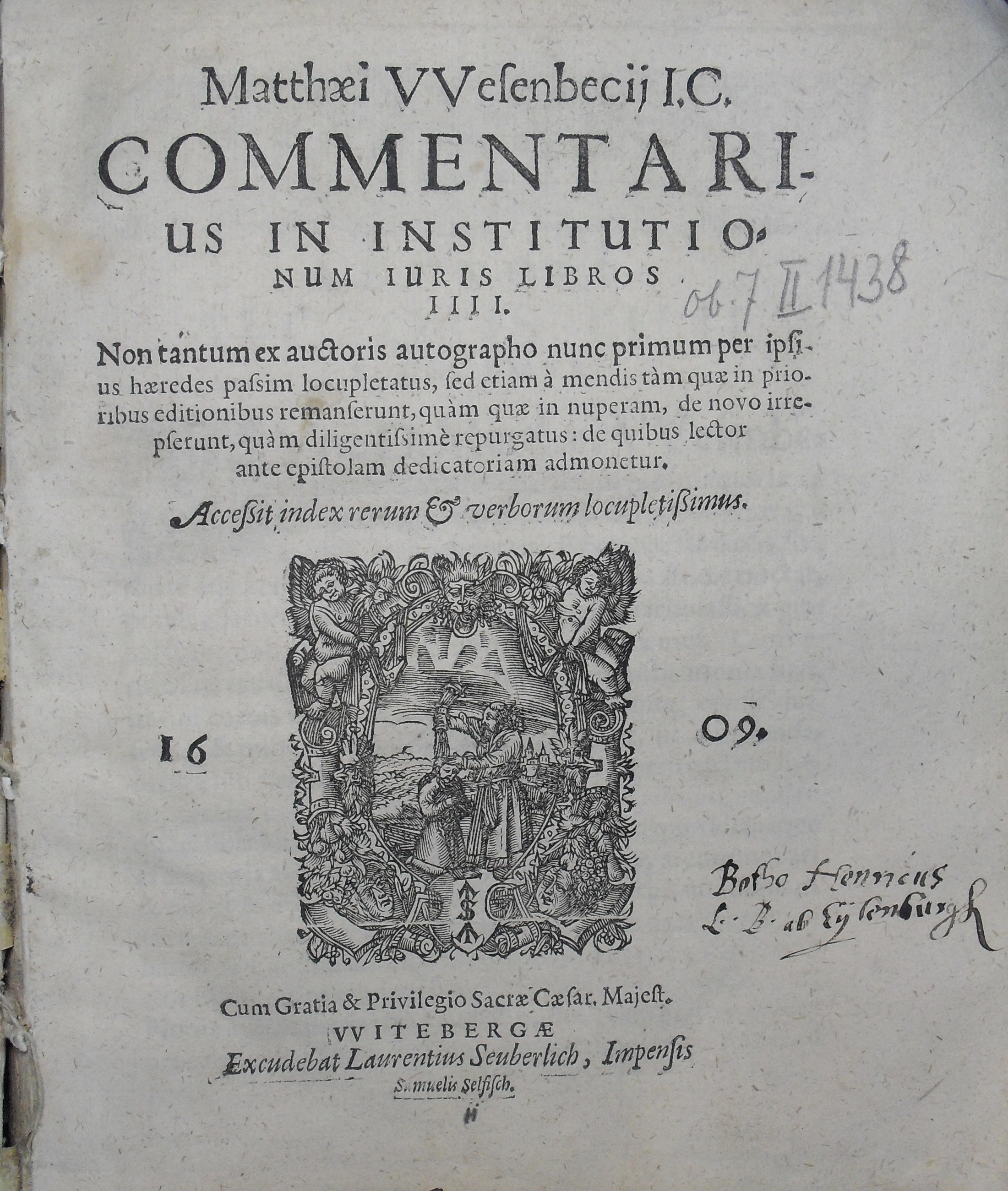
Karta tytułowa książki z biblioteki rodziny Eulenburg.

W pałacu w Galinach znajdowała się biblioteka. W 1726 r. Gottfried Heinrich zu Eulenburg ufundował rodzinną bibliotekę kościołowi parafialnemu w Galinach. Biblioteczny legat był dowodem wdzięczności syna wobec swego ojca - Botho Heinricha zu Eulenburg, któremu ufundował również portret wiszący niegdyś w kościele w Galinach (obecnie w zbiorach Muzeum im. Wojciecha Kętrzyńskiego w Kętrzynie). Obraz ten opatrzony został informacją o przedstawionej postaci, fundatorze oraz bibliotece: „Bohtto Heinrich Freyherr zu Eyllenburg, Oberster Cam[m]er Herr, Preuß-Landv. Ober-Appelations Gerichts Rath Erb-Herr auff Gallingen Tolcksdorff und Hermanhagen etc. Ein eintziger Sohn und der letzte von seinem Hause setztet dieses, nebst dieser Bibliothec seinem lieben Vatter aus kindlicher Pflicht, zu einem im[m]er [...] andencken Verfluchtt sey der so dieses andencken zerstöret 1726.”. W 1860 roku bibliotekę kościelną o nieznaną liczbę książek powiększył swoim legatem również Ludwik zu Eulenburg.
Po II wojnie światowej w wyniku zabezpieczania księgozbiorów poniemieckich książki Eulenburgów i kościoła w Galinach trafiły do Biblioteki Uniwersyteckiej w Toruniu, gdzie aktualnie znajdują się ok. 1053 pozycji bibliograficznych starodruków w ok. 552 woluminach oraz 8 rękopisów. Na niewielki zbiór manuskryptów składają się prace o różnym zakresie tematycznym w języku niemieckim lub łacińskim, między innymi rękopiśmienny katalog biblioteki rodzinnej Eulenburgów z 1703 r.: "Catalogus variorum librorum in quavis facultate materia et lingua praesentium in Bibliotheca Galingo-Eilenburgica Anno 1703". Katalog ma charakter działowy (teologia, prawo, medycyna, filozofia, varia), a książki w obrębie działów ułożone są według formatów. Opisy są krótkie, i składają się z fragmentu tytułu oraz autora. W katalogu, liczącym 21 kart występuje osobna numeracja arabska dla każdego z działów. Układu katalogu wskazuje na fakt, że po przekazaniu zbiorów do kościoła powstała tam zupełnie inna klasyfikacja dla uporządkowania zbiorów, posługująca się skrótami Tit., cyframi rzymskimi i arabskimi.
Chronologicznie, część kolekcji drukowanej otwierają 4 pozycje bibliograficzne w 3 woluminach inkunabułów, reprezentujących edycje dzieł z zakresu prawa kanonicznego. Między innymi są to dekretały papieża Bonifacego VIII wydane w 1486 r.. oraz tzw. Dekret Gracjana wydrukowany w 1493 roku. Zawartość treściowa zasobu starych druków XVI-XVIII w. obejmuje większość dziedzin wiedzy. Nie ma wśród nich druków w języku polskim, ale są druki ściśle odnoszące się do dziejów państwa polskiego. Wśród XVI-wiecznych dzieł znalazł się zbiór norm prawnych dotyczących całego terytorium Królestwa Polskiego, opracowany przez Jana Herburta i wydany w Krakowie w 1567 r. pt. „Statuta Regni Poloniae in ordinem alphabeti digesta”. Część druków zgromadzonych w bibliotece dotyczy również historii oraz prawodawstwa Prus Książęcych, m.in. dzieło historyczne profesora gimnazjum toruńskiego Krzysztofa Hartknocha, „Alt und Neues Preussen” (Królewiec 1684) oraz źródło do historii prawa prowincji „Ius terrestrae nobilitatis Prussiae correctum”, wydane w 1599 roku w Toruniu przez Andreasa Coteniusa. W kolekcji rodzinnej Eulenburgów znalazły się również XVII-wieczne druki okolicznościowe, zawierające krótkie mowy i poematy żałobne dedykowane zmarłym członkom rodziny Eulenburg lub członkom rodzin, z którymi byli spowinowaceni oraz mowy gratulacyjne i utwory poetyckie napisane z okazji zawieranych małżeństw. W książkach znajdują się rękopiśmienne wpisy przedstawicieli takich pruskich rodów jak von Wallenrod, von Gröben, von Nostitz czy von Kanitz.

## Park krajobrazowy
Park krajobrazowy na terenie majątku zajmuje powierzchnię 4 ha, podobną do tej jaką zajmował podczas swojego założenia w XIX wieku. Pierwotnie był to tzw. ogród angielski, lecz przez okres powojenny zatracił większość z drzewostanu ze swojego pierwotnego założenia. Obecni właściciele przy pomocy architektów krajobrazu odtworzyli jego XIX-wieczne założenia. Park otacza pałac z każdej strony, w części wschodniej tworząc stawy i wyspy na spiętrzonych wodach, przepływającej przez teren wsi i majątku, rzeki Pisy. Natomiast w części zachodniej park ulokowany jest w dolinie rzeki. W parku znajdują się specjalnie wytyczone ścieżki prowadzące po najlepiej utrzymanych fragmentach ogrodów. Można także spotkać liczne elementy tzw. małej architektury jak kładki, mostki, altany, studnie, kamienne schodki czy stara armata. Starodrzew założenia parkowego składa się obecnie z licznych lip, kasztanowców, dębów oraz grabów. Ponadto występują tam także magnolie, różaneczniki, azalie, klony palmowe, oraz powszechnie róże.

## Stadnina koni
W majątku w 1998 roku powstała stadnina koni. Na jej potrzeby zaadaptowano stare stajnie oraz część zabytkowej zabudowy folwarcznej. Stadnina ma do dyspozycji także krytą drewniana ujeżdżalnię i karuzelę dla koni oraz pełnowymiarowy parkur przystosowany do organizowania zawodów w skokach przez przeszkody. W stadninie prowadzona jest także hodowla koni. Początkowo stado składało się z 12 klaczy, a aktualnie jego liczebność wynosi 95 koni rasy trakeńskiej, holsztyńskiej, westfalskiej oraz Szlachetnej półkrwi. Hoduje się konie, zarówno na sprzedaż, jak i w celu ich stanowienia. Na terenie stadniny przez większość sezonu (od marca do listopada) odbywają się liczne imprezy, w tym zawody zaprzęgowe czy odbywający się nieprzerwanie od 2004, ogólnopolski konkurs Zawody Galiny Cup, podczas których startuje nawet 150 koni. Działa tam również lokalny klub jeździecki.

## Chorągiew nagrobna małego Eulenburga
W 1664 roku zmarł, zaledwie 3 letni, przedstawiciel rodu- Botho Ernest zu Eulenburg. Na jego uroczystości pogrzebowe wykonano chorągiew nagrobną która była jedną z dwóch znanych chorągwi nagrobnych poświęconych dzieciom na terenie ówczesnych Prus, a w chwili obecnej jest jedynym takim zachowanym egzemplarzem. Chorągiew wykonana jest ze zszytych kawałków lnianego obrusu, obramowanie zrobiono z płótna bieliźnianego a w dolnej części znajduje się trójkątne wcięcie. Na awersie, w części centralnej, chorągiew przedstawia klęczące dziecko, natomiast na rewersie znajdują się inskrypcje epitafijne. 
Pierwotnie chorągiew przechowywana była w macierzystym kościele Eulenburgów w Galinach, lecz jej pogarszający się stan, ze względu na niską jakość wykonania oraz nieudaną konserwację przeprowadzoną w XIX wieku, zadecydowały, iż w 1945 trafiła do zbiorów muzeum w Kętrzynie. Po trwającej kilkanaście lat renowacji dzieła, przeprowadzonej przez prof. Bogumiłę Rouba, chorągiew jako unikalne i jedyne dzieło jest ponownie prezentowana w muzealnych zbiorach.

## Zabytek
W skład zespołu pałacowego i folwarcznego Galiny wchodzą:
- pałac (nr rej.: 5 z 22.10.1949),
- park (nr rej.: 5 z 22.10.1949 i 1311 z 5.11.1981),
- spichrz z XVIII w. (nr rej.: 756 z 28.11.1967),
- czworaki z XIX w. (nr rej.: 1157 z 18.05.1968),
- zespół folwarczny z przełomu XIX i XX w. (nr rej.: 4335 z 22.06.1996) złożony z: rządcówki, spichrzu, kuźni, stodoły, stajni, trzech obór.